# Josef Vítek
Josef Vítek (ur. 8 stycznia 1981) – czeski hokeista.

## Kariera
- HC Pardubice (1999–2001)
- HC Hradec Králové (2001)
- Slavia Třebíč (2001–2002)
- HC Šumperk (2002)
- Slavia Třebíč (2002–2003)
- HC Oceláři Trzyniec (2003–2006)
  -  HC Slezan Opava (2005)
- HC Pilzno 1929 (2006)
- HC Ołomuniec (2006)
- HC Slovan Ústečtí Lvi (2006–2007)
- Stoczniowiec Gdańsk (2007–2010)
- GKS Tychy (2010–2011)
- Ciarko PBS Bank KH Sanok (2011–2013)
- GKS Tychy (2013–2017)
- MH Automatyka Gdańsk (2017-2020)
- Stoczniowiec Gdańsk (2020-2021)

Od sezonu 2007/08 do 2009/10 występował w Stoczniowcu Gdańsk. Następnie do 2011 w GKS Tychy. Od sezonu 2009/10 Polskiej Ligi Hokejowej występuje jako zawodnik krajowy i nie jest traktowany jako obcokrajowiec. W kwietniu 2011 został zawodnikiem Ciarko PBS Bank KH Sanok. Rok później przedłużył o rok do 2013 umowę z sanockim klubem. Od października 2012 roku w sezonie 2012/2013, zgodnie ze zmianą w regulaminie PZHL, nie był wliczany do limitu obcokrajowców (z racji występów w Polskiej Lidze Hokejowej (PLH) nieprzerwanie od co najmniej 48 miesięcy) i z tego względu był traktowany jako gracz krajowy. Od maja 2013 ponownie zawodnik GKS Tychy. W maju 2015 przedłużył kontrakt o rok. Po sezonie 2016/2017 odszedł z klubu. Od lipca 2017 zawodnik MH Automatyka Gdańsk. Po sezonie 2017/2018 przedłużył kontrakt z tym klubem i podjął starania o przyznanie polskiego obywatelstwa. W połowie 2020 został zawodnikiem Stoczniowca Gdańsk i jednocześnie grającym asystentem trenera. 
W trakcie kariery określany pseudonimami Pepe, Pepi, Józek.

## Sukcesy

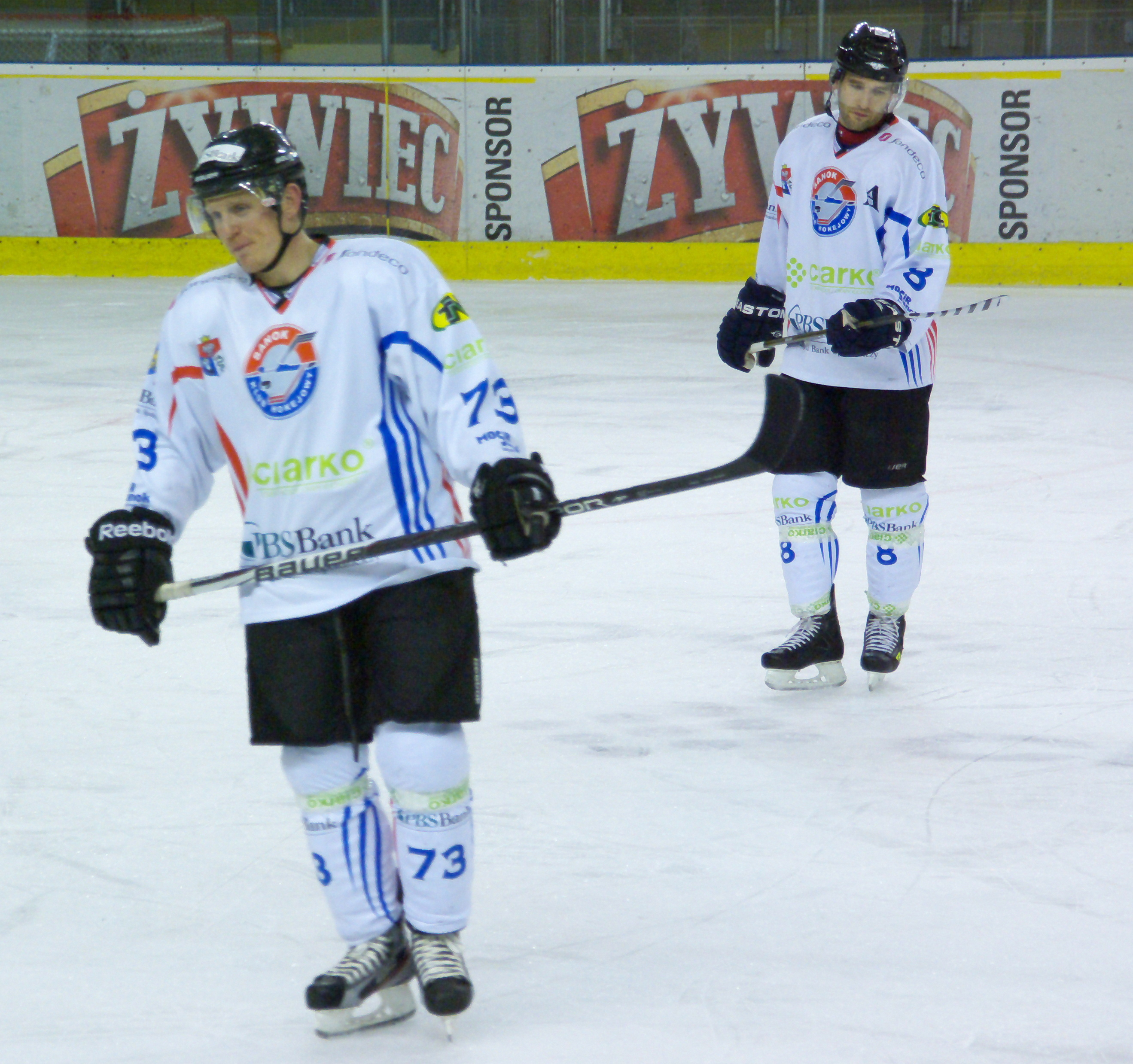
Josef Vítek (z lewej) w barwach Ciarko PBS Bank KH Sanok. Z prawej Martin Vozdecký (2012).

Klubowe
- Złoty medal 1. ligi czeskiej: 2007 z HC Slovan Ústečtí Lvi
- Srebrny medal mistrzostw Polski: 2011, 2014, 2016, 2017 z GKS Tychy
- Puchar Polski: 2011 z Ciarko PBS Bank KH Sanok, 2014, 2016 z GKS Tychy
- Złoty medal mistrzostw Polski: 2012 z Ciarko PBS Bank KH Sanok, 2015 z GKS Tychy
- Trzecie miejsce w Superfinale Pucharu Kontynentalnego: 2016 z GKS Tychy

Indywidualne
- Puchar Polski w hokeju na lodzie (2014/2015)
  - Pierwsze miejsce w klasyfikacji strzelców turnieju finałowego: 2 gole (ex aequo)
- Polska Hokej Liga (2017/2018)[14]:
  - Piąte miejsce w klasyfikacji strzelców w sezonie zasadniczym: 21 goli
  - Piąte miejsce w klasyfikacji kanadyjskiej w sezonie zasadniczym: 48 punktów